# Allobates velocicantus
Allobates velocicantus — вид жаб родини Aromobatidae. Описаний у 2020 році.

## Поширення
Ендемік Бразилії. Мешкає у тропічних дощових лісах басейну Амазонки. Виявлений у тропічному дощовому лісі в муніципалітеті Мансіу-Ліма у штаті Акрі на заході країни.